# Urdzik
Urdzik (Soldanella L.) – rodzaj roślin należący do rodziny pierwiosnkowatych. Obejmuje 16 gatunków. Rośliny te występują w górach w Europie Środkowej i Południowej. W Polsce, w Tatrach, rosną trzy gatunki: urdzik górski (S. montana), karpacki (S. carpatica) i węgierski (S. hungarica). Szereg gatunków i mieszańców uprawianych jest jako rośliny ozdobne, zwłaszcza w ogrodach skalnych.

## Morfologia
PokrójRośliny zielne o liściach skupionych w przyziemnych rozetach i z kwiatami wzniesionymi na bezlistnych głąbikach.
LiścieDługoogonkowe, zebrane w rozetę przyziemną. Blaszka nerkowata do okrągłej, całobrzega, często z członowanymi włoskami.
KwiatyPojedyncze lub po kilka zebrane w baldach na szczycie głąbika, zwisające. Zarówno kielich, jak i korona kwiatu, dzwonkowate. Działki w liczbie 5 są tylko u nasady zrośnięte, zwykle są wąskie. Korona podzielona jest na łatki główne i pośrednie, zawsze jest niebieska, na końcach pocięta frędzlowato.
OwoceEliptyczne torebki zawierające liczne nasiona. Otwierają się niewielkim wieczkiem na szczycie, poniżej którego torebka pęka na kilka ząbków.

## Systematyka
Rodzaj należy do podrodziny Primuloideae w obrębie rodziny pierwiosnkowatych Primulaceae. W obrębie podrodziny rodzaj ten tworzy monofiletyczny klad wspólnie z rodzajami: okrężnica Hottonia, Bryocarpum i Omphalogramma.
Wykaz gatunków
- Soldanella alpina L. – urdzik alpejski
- Soldanella angusta Li Bing Zhang
- Soldanella × aschersoniana Vierh.
- Soldanella calabrella Kress
- Soldanella carpatica Vierh. – urdzik karpacki
- Soldanella chrysosticta Kress – urdzik granatowy
- Soldanella × degeniana Vierh.
- Soldanella × ganderi Huter
- Soldanella × handel-mazzettii Vierh.
- Soldanella haretii Grinţ.
- Soldanella hungarica Simonk. – urdzik węgierski
- Soldanella × hybrida A.Kern.
- Soldanella × lungoviensis Vierh.
- Soldanella major (Neilr.) Vierh.
- Soldanella minima Hoppe – urdzik drobny
- Soldanella montana Willd. – urdzik górski
- Soldanella × neglecta R.Schulz
- Soldanella oreodoxa Li Bing Zhang
- Soldanella pindicola Hausskn. – urdzik gruczołkowaty, u. albański
- Soldanella pusilla Baumg. – urdzik karłowy
- Soldanella rhodopaea F.K.Mey.
- Soldanella × richteri Wettst.
- Soldanella rugosa Li Bing Zhang
- Soldanella × transsilvanica Borbás
- Soldanella × vierhapperi Janch. ex Vierh.
- Soldanella villosa Darracq – urdzik owłosiony
- Soldanella × wiemanniana Vierh.